# Bobby McFerrin
Bobby McFerrin, född 11 mars 1950 i New York, är en amerikansk jazz- och reggaesångare, känd för att sjunga olika stämmor ensam. 
McFerrin ville egentligen bli barpianist men började sjunga istället. Hans första skiva, Bobby McFerrin, kom 1982. Hans största kommersiella framgång kom 1988 med låten "Don't Worry, Be Happy" på skivan Simple Pleasures. Han sjunger både jazz, pop och klassisk musik. Han har dessutom sjungit bakgrundsmusik till flera animerade kortfilmer av företaget Pixar. McFerrin har samarbetat mycket med jazzpianisten Chick Corea, men har även gjort inspelningar tillsammans med cellisten Yo-Yo Ma, pianisten Herbie Hancock och komikern Robin Williams.

## Diskografi
- 1982 – Bobby McFerrin
- 1984 – The Voice
- 1985 – Spontaneous Inventions
- 1987 – Elephant's Child
- 1988 – Don't Worry, Be Happy
- 1988 – Simple Pleasures
- 1990 – Play
- 1990 – How the Rhino Got/How the Camel Got
- 1990 – Medicine Music
- 1991 – Many Faces of Bird
- 1991 – Hush
- 1994 – Sorrow Is Not Forever
- 1995 – Paper Music
- 1995 – Bang! Zoom
- 1996 – The Mozart Sessions
- 1997 – Circlesongs
- 2001 – Mouth Music
- 2002 – Beyond Words